# Jindřich Chotek
Jindřich říšský hrabě Chotek z Chotkova a Vojnína (německy Heinrich Reichsgraf Chotek von Chotkow und Wognin; 26. května 1802 Praha – 24. prosince 1864 Praha-Malá Strana) byl český šlechtic, velkostatkář a politik. V mládí působil ve státních službách Rakouského císařství, poté se věnoval především správě rodového majetku. Sídlil střídavě na zámku Kačina a ve Veltrusech. Na svých statcích proslul charitativním působením, angažoval se také v aktivitách národního obrození a ve funkci viceprezidenta Společnosti Národního muzea (1851–1861) patřil k předním mecenášům Národního muzea.

## Životopis

### Mládí

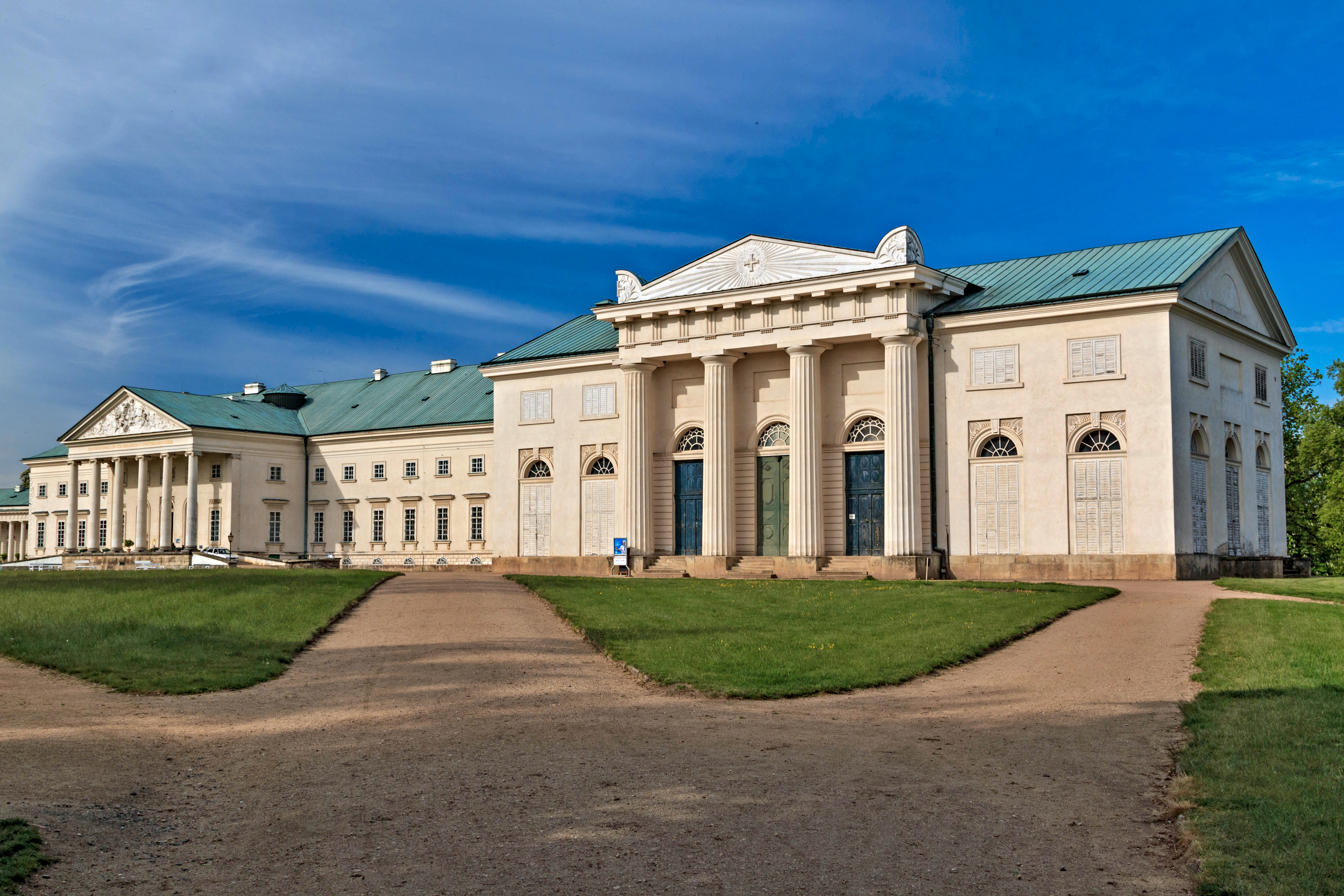
Zámek Kačina, hlavní rodové sídlo Chotků

Pocházel ze starého českého šlechtického rodu Chotků, narodil se jako jediný syn hraběte Jana Nepomuka Chotka (1773–1824) a jeho manželky Marie Isabely, rozené hraběnky z Rottenhanu (1774–1817), dědičky panství Jemniště. Po otci i matce byl vnukem významných státníků Jana Rudolfa Chotka (1749–1824) a Jindřicha Rottenhana (1738–1809). Podle dochované korespondence byl Jindřich vychováván osobně svými rodiči, po absolvování gymnázia v Praze studoval tři roky filozofii a práva na Karlově univerzitě, po roce 1825 pokračoval krátce ve studiu ještě na univerzitě ve Vídni. Mezitím se v roce 1824 stal dědicem rodového majetku v Čechách, správa statků zůstala ale pod poručnictvím jeho vzdáleného příbuzného hraběte Hoyose. V roce 1825 vstoupil do státních služeb, nejprve působil u dolnorakouské zemské vlády, poté ve Vídni a v roce 1827 byl na vlastní žádost přeložen ke krajskému úřadu do Berouna. V roce 1830 absolvoval kavalírskou cestu do Itálie a na Sicílii, jeho společníkem byl baron Kristián Koc z Dobrše. V roce 1831 byl jmenován císařským komorníkem. Byl též držitelem čestné dědičné hodnosti nejvyššího dveřníka v Dolním a Horním Rakousku, kterou získali předkové v 18. století, a indigenátu v Uherském království.

### Správa majetku

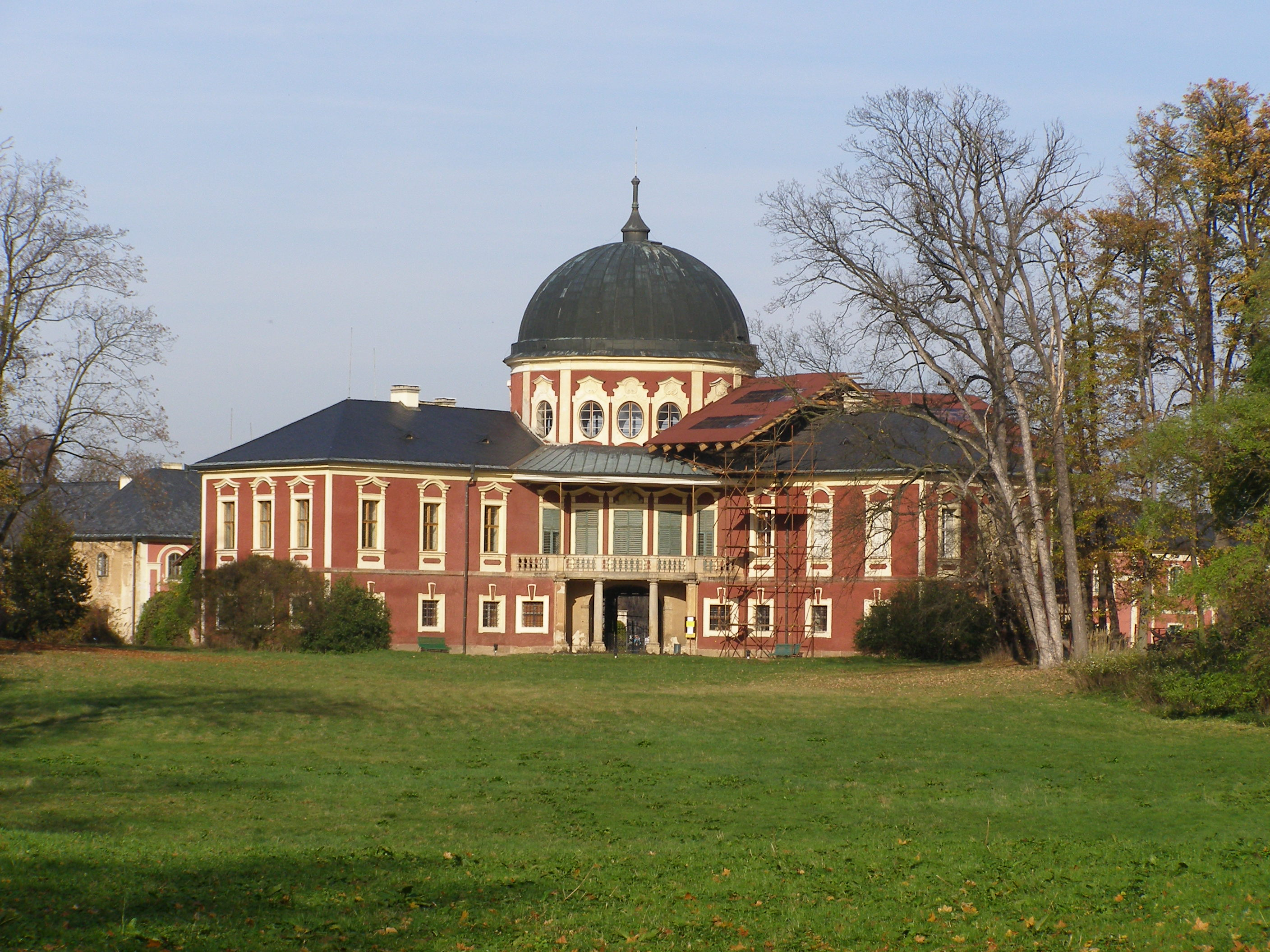
Zámek Veltrusy

Správu majetku převzal fakticky až v roce 1830 po návratu z kavalírské cesty a rezignoval na další politickou kariéru. Odhad dvou rodových panství (fideikomis Jeviněves-Veltrusy a alodiální panství Nové Dvory) z roku 1825 a následné inspekce totiž odhalily značně neutěšenou hospodářskou situaci způsobenou především nákladnou výstavbou zámku Kačina a budováním rozsáhlých parkových komplexů s množstvím menších staveb ve Veltrusích a Nových Dvorech. Ke zhodnocení hospodářské situace přizval významného ekonoma barona Josefa Puteaniho, později spolupracoval s Emanuelem Komersem, kterému nakonec v roce 1851 správu velkostatků předal. Velkostatky Nové Dvory a Veltrusy měly rozlohu přibližně 6 000 hektarů půdy s předpokládaným ročním výnosem kolem 50 000 zlatých, v roce 1829 byla ale vykázána dluhová bilance ve výši téměř 340 000 zlatých. Bylo rozhodnuto zastavit všechny další plánované stavby v parcích ve Veltrusích a na Kačině. Hned v roce 1829 nicméně Jindřich nechal postavit rodovou hrobku v Nových Dvorech, což byl závazek vyplývající ze závěti jeho dědečka Jana Rudolfa Chotka. Hlavním sídlem byl zámek Kačina, rodina ale často pobývala i na zámku Veltrusy, správní úřady byly přesunuty na zámek Nové Dvory. Jindřich Chotek se zaměřil především na chov ovcí a pěstování cukrové řepy, na kterou navazovalo průmyslové zpracování. V Nových Dvorech zřídil pivovar, pilu, cukrovar a lihovar.
Přes vyhlášené úspory v rodovém hospodaření došlo i za Jindřicha Chotka ve Veltrusech a na Kačině k několika hodnotným výstavbám. Ve veltruském zámeckém parku byla v roce 1830 osazena socha boha Marta, v letech 1845–1846 vznikla empírová vstupní brána do zámeckého areálu a v roce 1862 kaplička postavená na paměť Jindřichovy zemřelé manželky. Na Kačině bylo v roce 1851 otevřeno divadlo s kapacitou 500 diváků v severním pavilónu zámku. I když Jindřich Chotek využíval prostory parků ve Veltrusech a na Kačině k rodinným oslavám, jeho další aktivity byly zaměřeny na efektivní hospodaření (výstavba hájovny 1840, přeměna části veltruského parku na daňčí oboru). O parky celkově neměl příliš zájem a jejich dendrologické hodnoty z doby Jana Rudolfa Chotka zanikaly zvýšeným výskytem náletových dřevin.
I když v mládí rezignoval na politickou kariéru, účasti ve veřejném životě se úplně nevzdal, v letech 1851–1861 byl viceprezidentem Společnosti Českého muzea a Matice české. Sbírky Národního muzea podpořil věcnými dary a také finančně. Za zásluhy získal čestné občanství v Nových Dvorech (1861) a nedaleké Kutné Hoře (1863). Na panství Nové Dvory proslul svým působením v charitě, zvláště při epidemii cholery v roce 1836, finančně podpořil také výstavbu několika škol.
Hrabě Jindřich Chotek zemřel ve svém paláci v Praze na Štědrý den 1864 ve věku 62 let. Pohřeb se konal o dva dny později v Praze a 27. prosince byl pochován do rodové hrobky v Nových Dvorech. Svými současníky byl vyzdvihován jako významná osobnost, ale z celkového kontextu historie rodu Chotků je patrné, že ve velké míře těžil z pozice, kterou získali jeho předkové. Jeho život je podrobně zdokumentován díky souboru deníků, které si vedl v letech 1824–1864 (dnes uložené v Rodovém archivu Chotků ve Státním oblastním archivu v Praze).

### Rodina

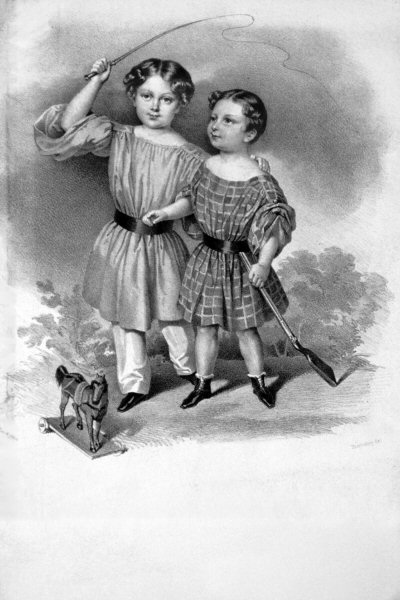
Jindřichovi synové Rudolf a Emerich (litografie, Josef Kriehuber, 1840)

V roce 1831 uzavřel sňatek s hraběnkou Karolínou Aloisií z Eltzu (1810–1862), dcerou diplomata hraběte Emmericha z Eltzu (1765–1844), rakouského velvyslance ve Španělsku. Svatba se konala v chrámu sv. Mikuláše v Praze, oddávajícím knězem byl Jindřichův strýc, pozdější olomoucký arcibiskup Ferdinand Maria Chotek. Karolína Aloisie se později stala c. k. palácovou dámou a dámou Řádu hvězdového kříže. Z jejich manželství se narodilo sedm dětí, kterým rodiče dopřáli kvalitní výchovu, v polovině padesátých let 19. století se u Chotků jako učitelé kreslení a hudby uvádějí malíř Eduard Herold a sbormistr František Kaván. V generaci Jindřichových bezdětných synů vymřela tato větev Chotků v roce 1927 a ze sňatku nejmladší dcery Karolíny odvodili své dědické nároky na Veltrusy a Nové Dvory spříznění Thun-Hohensteinové.
Potomstvo:
- 1. Rudolf Karel (1832–1894), c. k. komoří, dědičný člen rakouské Panské sněmovny, poslanec českého zemského sněmu, starosta okresního zastupitelstva v Kutné Hoře, majitel velkostatků Veltrusy a Nové Dvory, I. ∞ 1858 Marie hraběnka z Auerpergu (1837–1888), II. ∞ 1894 Klaudie baronka Gudenusová (1871–1949)
- 2. Emerich (1833–1911), c. k. komoří, dědičný člen rakouské Panské sněmovny, majitel velkostatků Veltrusy a Nové Dvory (od 1894), ∞ 1869 Julie Marie Henrietta hraběnka z Thun-Hohensteinu (1848–1889)
- 3. Ferdinand (1835–1836)
- 4. Ferdinand Tadeáš (1838–1913), c. k. komoří, poslanec českého zemského sněmu, okresní hejtman v Týně nad Vltavou, starosta okresního zastupitelstva v Sušici, majitel velkostatku Volšovy, ∞ 1869 Josefína hraběnka Sweerts-Sporck (1848–1924)
- 5. Isabela (1842–1857)
- 6. Arnošt Antonín (1844–1927), c. k. generálmajor, tajný rada, komoří, dědičný člen rakouské Panské sněmovny, nejvyšší hofmistr arcivévodkyně Alžběty, majitel velkostatků Veltrusy a Nové Dvory (od 1911)
- 7. Karolína Isabela (1846–1933), ∞ 1867 Emanuel Maria hrabě Thun-Hohenstein (1836–1888), c. k. komoří, rytíř Maltézského řádu

Jindřichova mladší sestra Sidonie (1805–1890) byla po matce dědičkou panství Jemniště, které v roce 1829 prodala svému strýci hraběti Jiřímu Buquoyovi. Později byla dámou Řádu hvězdového kříže a v roce 1832 se provdala za hraběte Bedřicha Dominika z Fünfkirchenu (1805–1867), c. k. komořího a rytmistra.